# Bazylika Nawiedzenia Najświętszej Maryi Panny w Krakowie (Na Piasku)

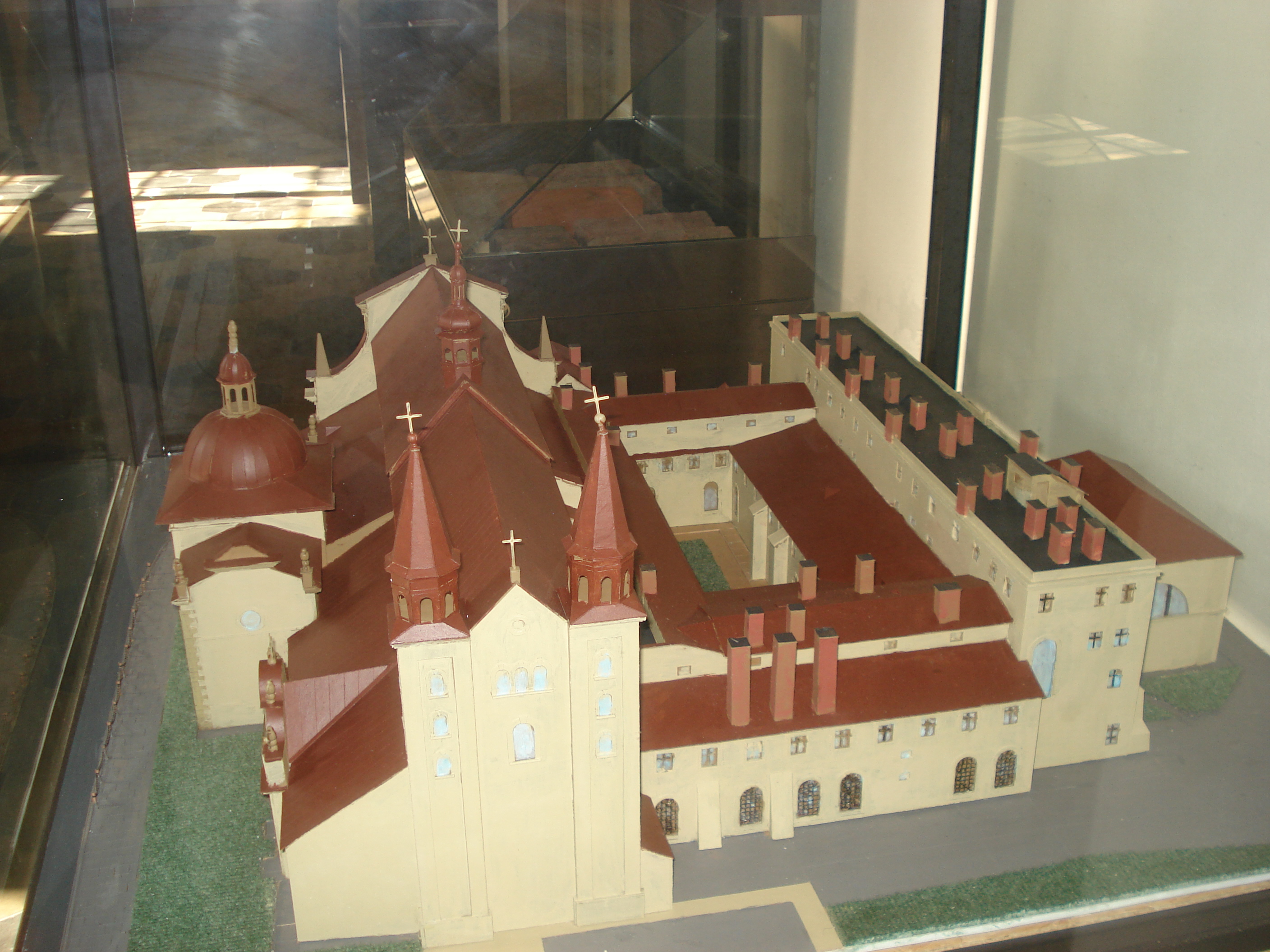
Model bazyliki (Kościół Nawiedzenia NMP) znajdujący się na krużgankach klasztornych

Bazylika Nawiedzenia Najświętszej Maryi Panny – zabytkowy rzymskokatolicki kościół parafialny oraz konwentualny karmelitów znajdujący się w Krakowie, w dzielnicy I Stare Miasto przy ul. Karmelickiej 19, na Piasku.

## Historia kościoła
Według legendy budowę kościoła, zapoczątkował Władysław I Herman w XI w. Faktyczna budowa rozpoczęła się w roku 1395 z fundacji św. Jadwigi Andegaweńskiej i Władysława II Jagiełły. Dwa lata później świątynia została przekazana zakonowi Karmelitów Trzewiczkowych przybyłych z Pragi czeskiej. Przy fundacji brali udział biskupi krakowscy Jan Radlica i Piotr Wysz. Gotycki kościół został poważnie uszkodzony w 1587 r. podczas oblężenia Krakowa przez cesarza Maksymiliana Habsburga. Odbudowano go z pomocą finansową Anny Jagiellonki, w 1588 r. pochowano w nim pretendenta do korony polskiej księcia legnickiego Henryka XI. Ponownie zniszczono świątynię podczas najazdu szwedzkiego, obecny kształt zawdzięcza odbudowie w 2. połowie XVII w. Odbudowany kościół konsekrował biskup Mikołaj Oborski 23 kwietnia 1679 r. Podczas konfederacji barskiej kościół zajęli Rosjanie i stąd prowadzili ostrzał Krakowa. Nadszarpnięte działaniami militarnymi mury świątyni naprawiono dzięki wsparciu finansowemu biskupa Kajetana Sołtyka. Kolejne prace konserwatorskie prowadzono w latach 1929–1939 pod kierunkiem Franciszka Mączyńskiego i ponownie w roku 1983. Od 1997 r. kościół jest bazyliką mniejszą.

## Architektura i wnętrze kościoła
Świątynia to trójnawowa bazylika z elewacją na wzór fasady rzymskiego kościoła Il Gesù.  Wydłużone prezbiterium szerokości nawy głównej, zamknięte płasko. Przy południowej elewacji kościoła znajduje się Golgota – zespół trzech rzeźb z XVIII wieku. Ołtarz główny z wyobrażeniem Nawiedzenia św. Elżbiety jest jedną z największych w Krakowie realizacji snycerskich doby baroku. W roku 1711 poświęcił go biskup Michał Szembek. Pośród wielu znaczących dzieł sztuki na szczególną uwagę zasługują majestatyczne stalle, z połowy XVII i XVIII w. Barokowy klasztor z XVII w. został rozbudowany w 1. połowie XX w. o kolejne dwa piętra. Na sklepieniach krużganków widnieją malowidła z połowy XVIII w., przedstawiające historię kościoła na Piasku oraz dzieje obrazu Matki Boskiej Piaskowej.
Znajdujący się w kościele obraz Chrystusa dźwigającego krzyż został przywieziony po 1945 r. z kościoła Nawiedzenia Najświętszej Marii Panny we Lwowie.
W murze kościoła znajduje się cios kamienny z odciśniętym wizerunkiem stopy, umieszczony od strony ulicy Garbarskiej. Jest to tzw. stopka królowej Jadwigi, związana z legendą o wizycie królowej na budowie i jej darze dla jednego z kamieniarzy.

## Kaplica Matki Boskiej Piaskowej
Od strony ulicy Garbarskiej przylega do kościoła kaplica Matki Boskiej Piaskowej, autorstwa Giovanniego Trevano. Nakryta jest kopułą z latarnią, którą wieńczy pozłacany posąg Matki Boskiej z Dzieciątkiem z 1678 r. Na elewacji znajduje się pamiątkowa tablica upamiętniająca koronację obrazu w 1883 r. Wizerunek Matki Boskiej Piaskowej zwanej również "Panią Krakowa" namalowany został na murze przez nieznanego zakonnika z końcem XV wieku. Kaplicę zniszczoną podczas potopu szwedzkiego odbudowano z pieniędzy pozostawionych na ten cel w testamencie przez biskupa Piotra Gembickiego. Tutaj przed wyruszeniem pod Wiedeń w 1683 r. modlił się król Jan III Sobieski. Obecny neoklasycystyczny ołtarz ufundował biskup Kajetan Ignacy Sołtyk w 1785 r. Obraz koronami papieskimi koronował w dwusetną rocznicę zwycięstwa pod Wiedniem biskup Albin Dunajewski. Korony dla Madonny zaprojektował Jan Matejko, który tutaj w 1864 r. brał ślub z Teodorą Giebułtowską. W kaplicy są 2 organy na dwóch bliźniaczych chórach w bocznych częściach kaplicy.

## Galeria

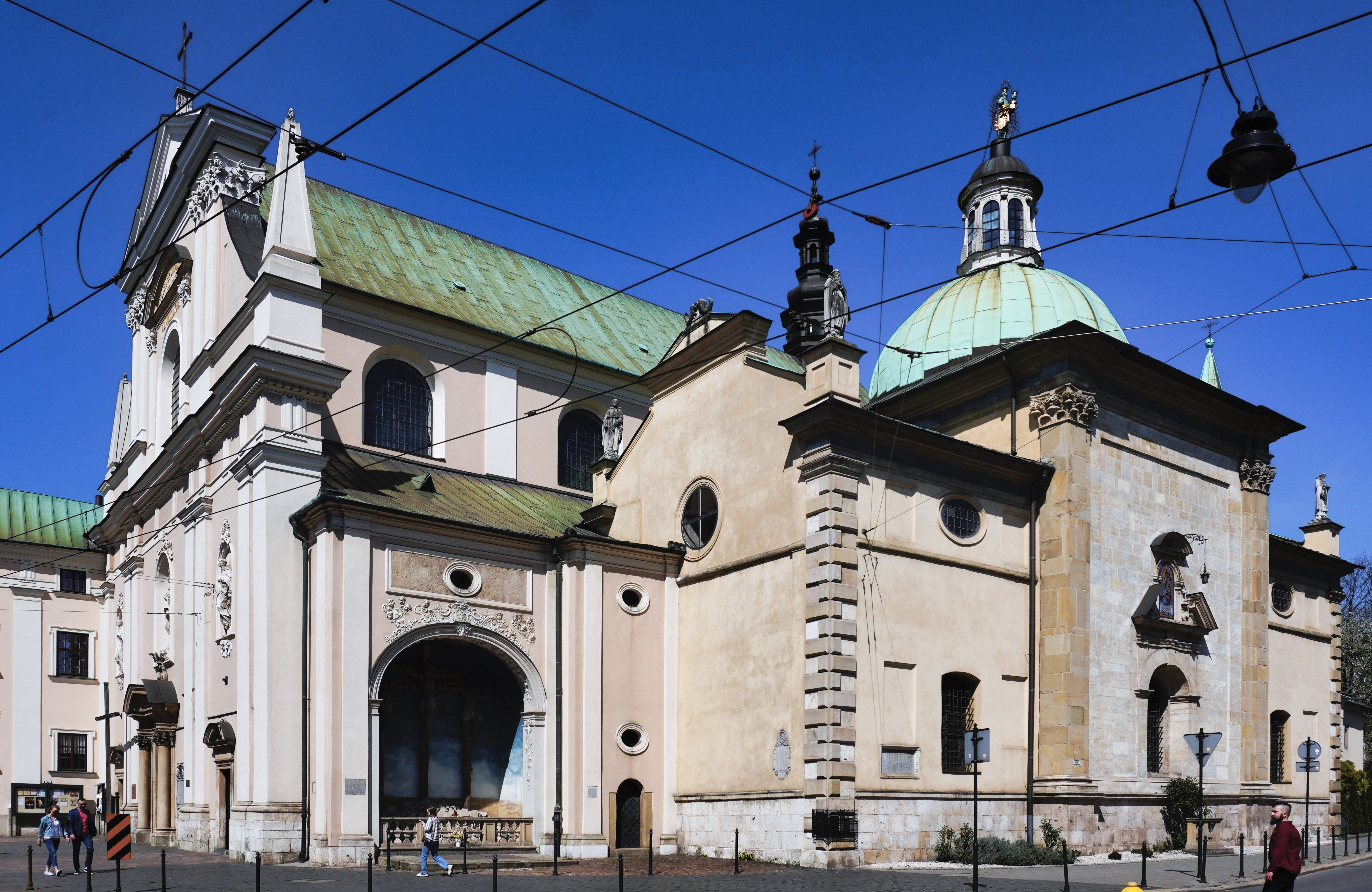
Bryła kościoła widziana ze skrzyżowania ulic Karmelickiej i Garbarskiej
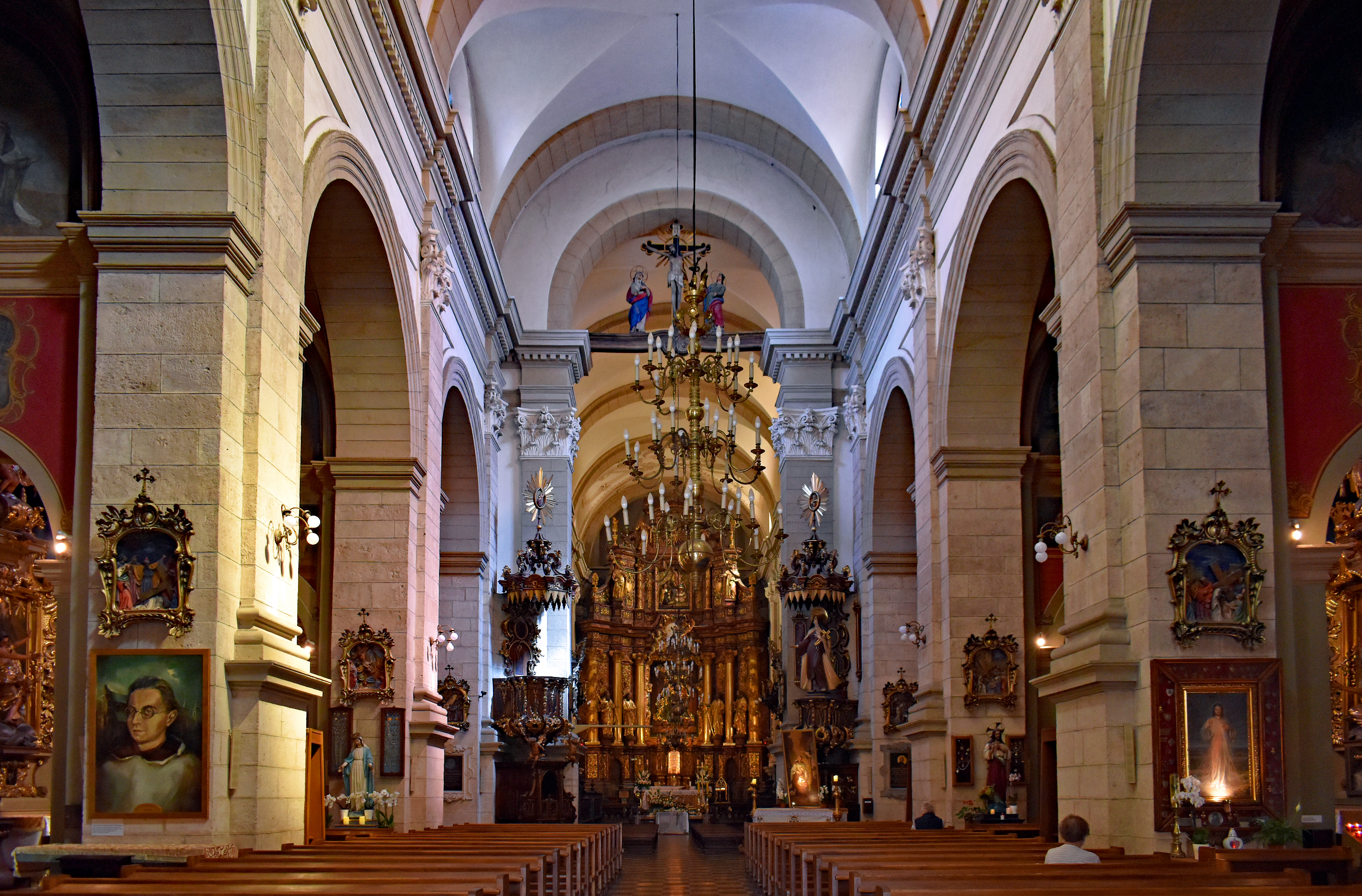
Wnętrze kościoła
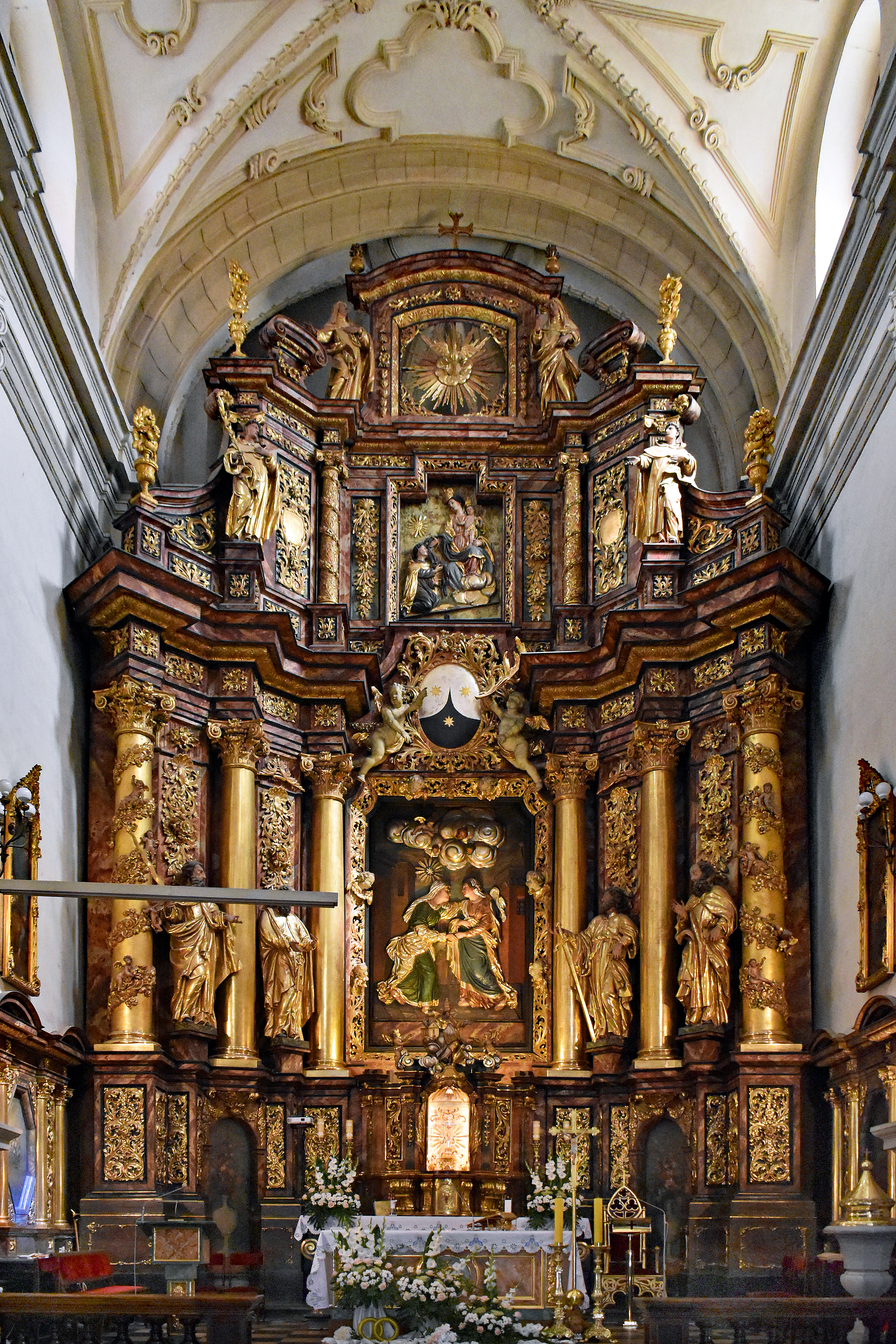
Ołtarz główny
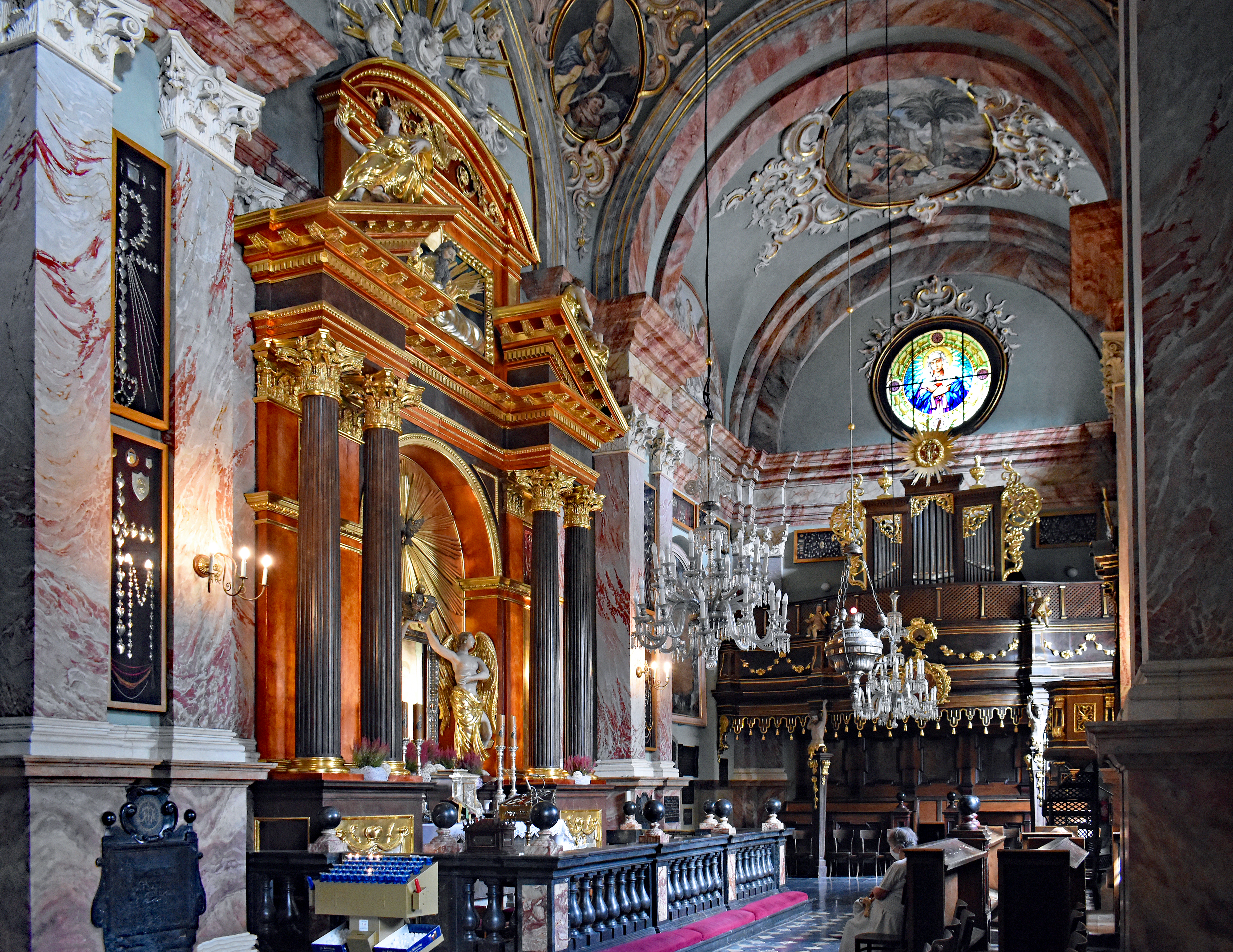
Kaplica Matki Bożej Piaskowej
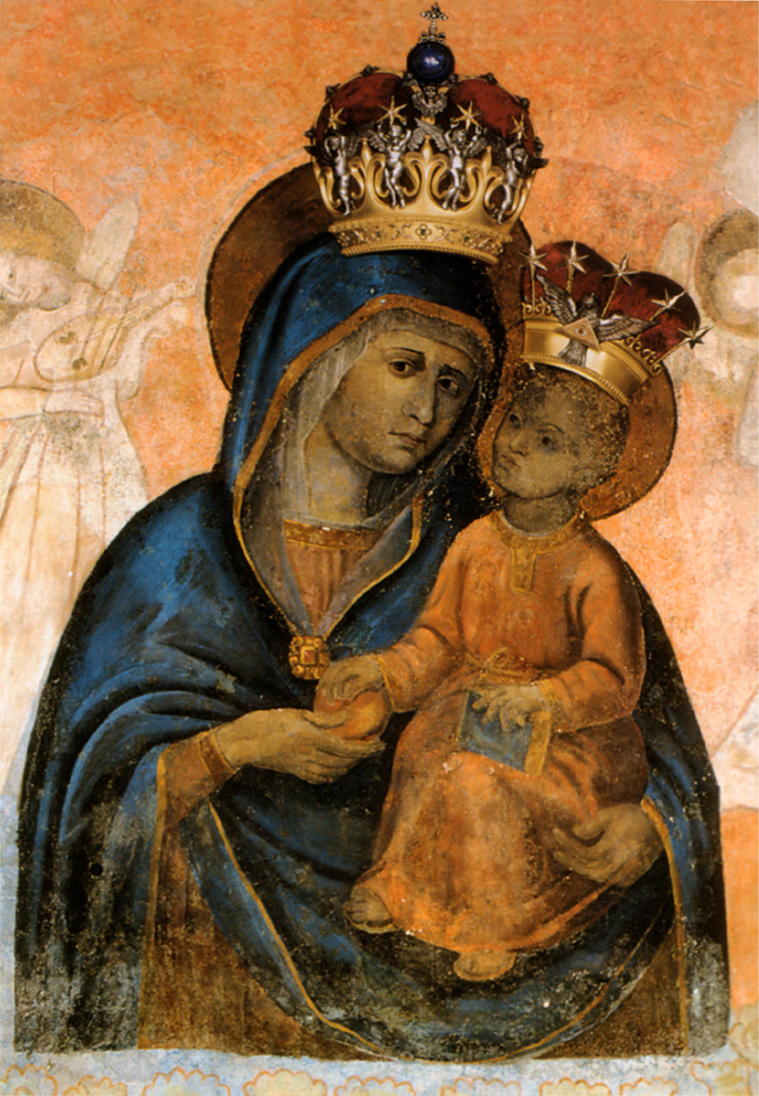
Matka Boża Piaskowa
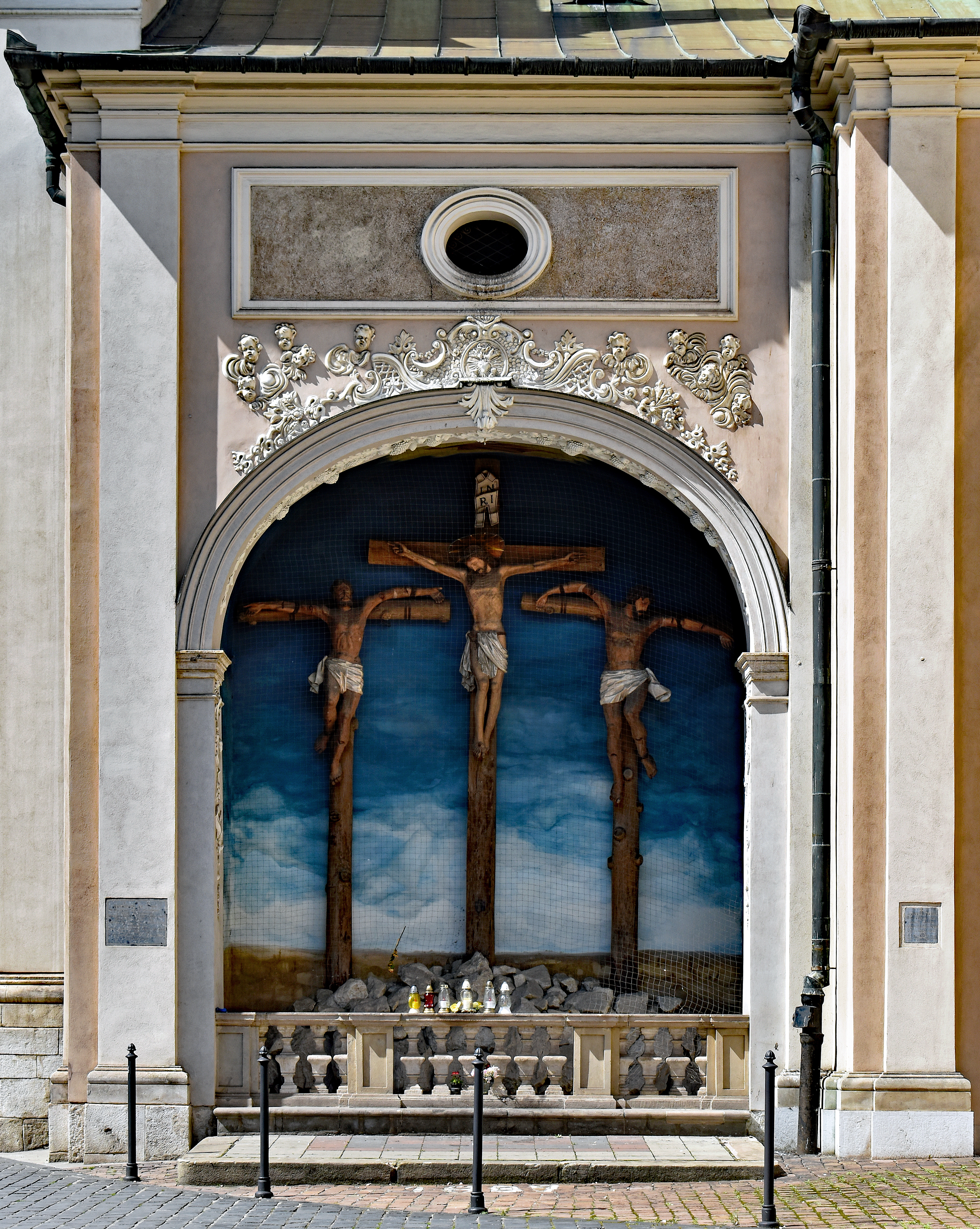
Golgota
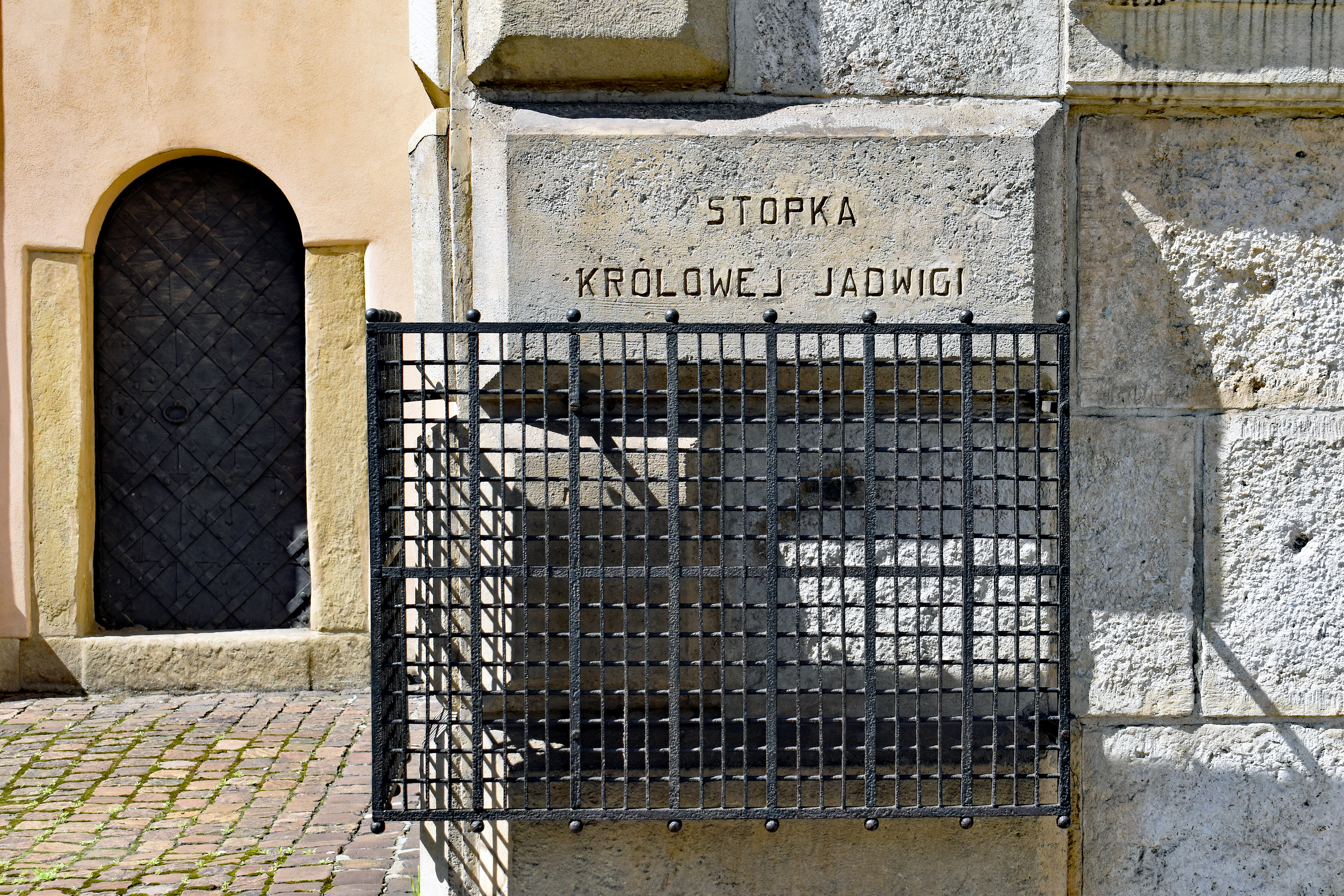
Stópka królowej Jadwigi
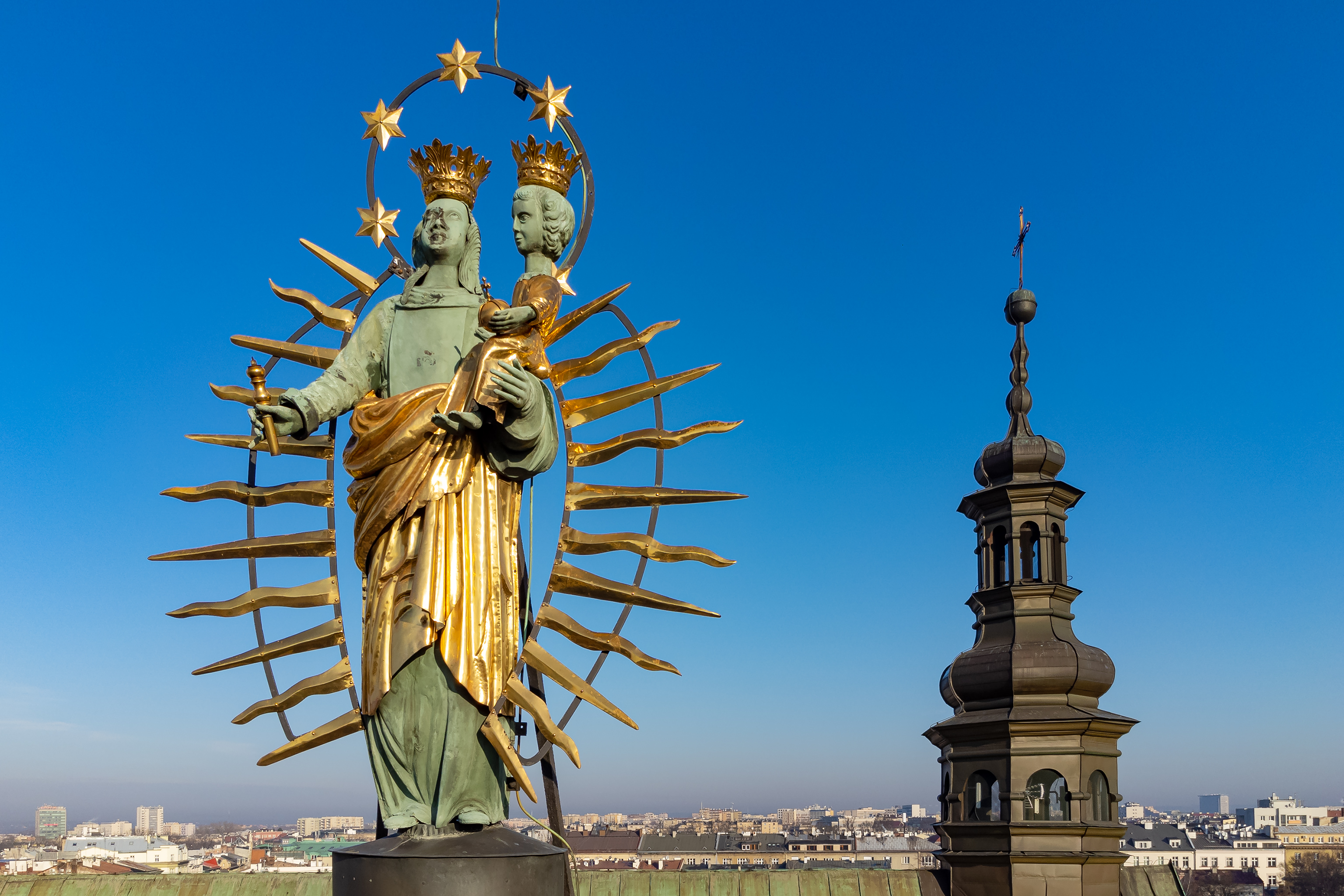
Posąg Matki Boskiej z Dzieciątkiem na kopule Kaplicy Matki Boskiej Piaskowej